# Trochanteroceros
Trochanteroceros is een geslacht van hooiwagens uit de familie Gonyleptidae.
De wetenschappelijke naam Trochanteroceros is voor het eerst geldig gepubliceerd door Canals in 1935. 

## Soorten
Trochanteroceros is monotypisch en omvat slechts de volgende soort:
- Trochanteroceros misionicus